# Clay City (Indiana)
Clay City ist eine Stadt im Clay County, Indiana, USA. Sie ist Teil der Terre Haute Metropolitan Statistical Area.

## Geschichte
Clay City hieß ursprünglich Markland und wurde unter diesem Namen 1873 vermessen, als die Cincinnati and Terre Haute Railway von Terre Haute bis dorthin verlängert wurde. Es gab jedoch ein anderes Postamt mit diesem Namen im Staat Indiana, sodass dieser Name nicht verwendet werden konnte. Der Name Huntersville wurde dann zu Ehren des Kongressabgeordneten Morton C. Hunter beschlossen. Der Kongressabgeordnete war in der Gegend jedoch nicht beliebt, sodass die Einwohner Einwände gegen den Namen erhoben und der Name „Clay City“ schließlich von einem örtlichen Komitee ausgewählt wurde. Clay City ist nach dem kentuckyischen Staatsmann Henry Clay benannt.
Die Bahnstrecke aus Terre Haute wurde 1881 nach Worthington verlängert und bildete mit anschließenden Streckenabschnitten eine durchgehende Verbindung von Terre Haute nach Evansville. Ihre Betreibergesellschaften wurden Ende des 19. Jahrhunderts durch die Cleveland, Cincinnati, Chicago and St. Louis Railway übernommen. Der Abschnitt von Terre Haute über Clay City bis Elnora wurde 1976 stillgelegt. Die Chicago Indianapolis & Louisville Railroad (Monon) eröffnete 1907 eine Bahnstrecke von Wallace Junction über Clay City nach Victoria bei Newburgh, die bis 1981 existierte. Die beiden Strecken kreuzten im Westen von Clay City.

## Geografie
Clay City hat eine Gesamtfläche von 1,40 Quadratkilometern, die ausschließlich aus Land besteht.